# Леонов, Алексей Георгиевич
Алексей Георгиевич Леонов (11 августа 1951, Москва — 19 марта 2024) — советский и российский учёный в области физики лазеров, д.ф.м.н. (1994), заведующий кафедрой прикладной физики ФПФЭ МФТИ (2000), профессор (2003), декан ФПФЭ МФТИ (2003—2016), Почётный работник высшего профессионального образования Российской Федерации (2007), лауреат Почётного знака Национальной академии наук Украины «За подготовку научной смены» (2008), лауреат Премии правительства РФ в области образования (2011).

## Биография
В 1974 году А. Г. Леонов окончил физический факультет МГУ им. М. В. Ломоносова.
С 1974 по 1980 год работал инженером лаборатории физики плазмы НИИ ядерной физики МГУ.
В 1980 году связывает свою дальнейшую научную судьбу с факультетом проблем физики и энергетики (ФПФЭ) МФТИ — заведующий лабораторией, доцент, профессор кафедры прикладной физики. С 2000 г. — заведующий кафедрой прикладной физики ФПФЭ.
В 1981 году защитил диссертацию «Экспериментальное исследование газоразрядных импульсных лазеров высокого давления в видимой и ультрафиолетовой области спектра» на учёную степень кандидата физико-математических наук: 01.04.08.
В 1994 году защитил на Учёном совете МГУ диссертацию «Кинетические явления в плотных парах металлов»: 01.04.08.
В 2003 году Алексею Георгиевичу Леонову присвоено учёное звание профессора.
В 2003 году А. Г. Леонов избран деканом факультета проблем физики и энергетики МФТИ, которым руководил до 2016 года.
После 2016 года продолжал преподавать на ФПФЭ МФТИ в должности профессора, заведовать кафедрой прикладной физики.
Умер 19 марта 2024 года в возрасте 72 лет.

## Область научных интересов
Физика взаимодействия излучения с веществом, физика лазеров, перенос излучения в резонансных средах.

## Научно-организационная деятельность
Кроме руководства лабораторией, кафедрой и факультетом в МФТИ проф. А. Г. Леонов принимал участие в программных комитетах целого ряда конференций, проводимых в МФТИ и на основе ряда иных учреждений, также является членом научного совета АО «ГНЦ РФ ТРИНИТИ» в подмосковном наукограде Троицке.

## Награды и почётные звания
- Премия Правительства Российской Федерации в области образования (2011) (совм. с О. М. Белоцерковским, И. Н. Грозновым, В. А. Петрухиным, В. Т. Черепиным и др. — за научно-практическую разработку «Система подготовки кадров для удалённых научных и научно-производственных центров»[2].
- Почётный работник высшего профессионального образования Российской Федерации (2007).
- Почётный знак Национальной академии наук Украины «За подготовку научной смены» (2008).
- Почётный деятель науки и техники города Москвы (2017)[6].

## Избранная библиография

### Диссертации
- Леонов, Алексей Георгиевич. Экспериментальное исследование газоразрядных импульсных лазеров высокого давления в видимой и ультрафиолетовой областях спектра : диссертация … кандидата физико-математических наук : 01.04.08. — Москва, 1981. — 145 с. : ил.
- Леонов, Алексей Георгиевич. Кинетические явления в плотных парах металлов : диссертация … доктора физико-математических наук : 01.04.08. — Москва, 1994. — 365 с.
  - Автореферат дисс.

### Редакторская деятельность
- К истории ФПФЭ. 1976—2016 / Московский физико-технический ин-т (гос. ун-т), Фак. проблем физики и энергетики; [отв. ред. А. Г. Леонов]. — Москва : МФТИ, 2016. — 96 с. : ил., портр., цв. ил., портр.; 21 см; ISBN 978-5-7417-0596-4 : 500 экз.[3]